# Heritiera utilis
Heritiera utilis ist eine Pflanzenart aus der Gattung Heritiera in der Unterfamilie der Sterkuliengewächse (Sterculioideae) innerhalb der Familie der Malvengewächse (Malvaceae). Unterschiedliche Trivialnamen oder Handelsnamen werden für Heritiera utilis angeben, so beispielsweise Niangon, Nyankom, Red cedar, Cola cedar, Whismore (Englisch) oder gleichlautend Niangon (Französisch).

## Beschreibung

### Erscheinungsbild und Blatt
Heritiera utilis wächst als immergrüner, mittelgroßer bis großer Baum und erreicht Wuchshöhen von 35, selten bis zu 45 Metern. Der Stamm ist zylindrisch, aber oft gekrümmt, bis zu einer Höhe von 20, selten bis 30 zu Metern astfrei und erreicht einen Stammdurchmesser von 150 bis 300 Zentimetern. Es kommen sowohl hohe, dünne und teils geschwungene als auch stelzenartige Brettwurzeln (vor allem in Sumpf-Wäldern) vor. Die Borke ist hellbraun, dünn und glatt. Die Baumkrone ist kompakt, rund und erscheint von unten gesehen bronzefarben.
Es erfolgt epigäische Keimung. Der Sämling besitzt ein 10 bis 15 Zentimeter langes Hypokotyl, das besonders im oberen Bereich beschuppt ist und ein 2 bis 3 Zentimeter langes Epikotyl. Die zwei Keimblätter (Kotyledone) sind bei einer Länge von 6 bis 7 Zentimetern verkehrt-eiförmig und von ihrer Basis aus dreinervig.
Die wechselständig angeordneten Laubblätter sind in Blattstiel und -spreite gegliedert. Der Blattstiel ist 1 bis 25 Zentimeter lang. Die Blattspreite ist an älteren Exemplaren handförmig gefingert und mit drei bis sieben, verkehrt-eiförmigen oder elliptischen bis lanzettlichen, kurz gestielten, ganzrandigen Blättchen und bei Sämlingen bis zum zehnten Blatt einfach und elliptisch. Die Blattspreite ist im Umriss 5 bis 30 Zentimeter lang und 2 bis 10 Zentimeter breit (bis 60 × 20 an jungen, bis 4–5-jährigen Exemplaren; dann abnehmend). Die Blatt- oder Blättchenbasis ist keilförmig und die Spitze ist spitz bis geschwänzt. Die Unterseite ist dicht und durchgehend bronzefarben schuppig behaart (Trichome). Es liegt Fiedernervatur vor, mit 8 bis 18 Blattadern auf jeder Seite der Mittelader. Die etwa 0,5 Zentimeter langen Nebenblätter fallen früh ab.

### Blütenstand, Blüte und Frucht
Heritiera utilis ist einhäusig gemischtgeschlechtlich monözisch. Der achselständige, schmale rispige Blütenstand ist bis zu 20 Zentimetern lange und rötlich-braun flaumig behaart. Die etwa 1 Zentimeter langen Tragblätter fallen früh ab. Der schlanke Blütenstiel ist 0,5 bis 1 Zentimeter lang.
Die eingeschlechtige Blüte ist radiärsymmetrisch und vier- oder fünfzählig mit einfacher Blütenhülle, die Petalen fehlen. Die weißlichen bis cremefarbenen Blüten sind 0,5 Zentimeter lang. Die vier oder fünf Kelchblätter sind bis etwa zur Hälfte ihre Länge glockenförmig verwachsen und mit Sternhaaren bedeckt. Der ringförmige Diskus ist orangefarben. In den männlichen Blüten sind die Staubblätter in einer Säule verwachsen. In den weiblichen Blüten sind die vier bis sechs, oberständigen Fruchtblätter nur lose verbundenen und es sind Staminodien vorhanden.
Die Spaltfrucht (Sammelfrucht) enthält ein bis sechs holzige Flügelnüsse. Die Nussfrucht ist etwa 2,5 Zentimeter lang sowie etwa 1,5 Zentimeter breit und besitzt einen mit einer Länge von etwa 8 Zentimetern sowie einer Breite von 3 Zentimetern relativ langen Flügel.

### Chromosomensatz
Chromosomenzahl beträgt 2n = 32.

## Ökologie
Zahlreiche Insekten befallen Heritiera utilis. So befressen beispielsweise die Larven von Anaphe venata die Blätter der Individuen.

## Vorkommen
Heritiera utilis gedeiht im westafrikanischen Waldgebiet. Das Verbreitungsgebiet reicht von Sierra Leone über Liberia und die Elfenbeinküste bis Ghana. Weiterhin wurde Heritiera utilis in westafrikanischen Savannen in Überresten von immergrünen Regenwäldern gefunden, so beispielsweise am Fuße der Loma Mountains und in Auwäldern in der Savanne der Elfenbeinküste.
Heritiera utilis kommt in immergrünem Wald, feuchtem halbimmergrünen Wald und Galeriewald, auch im Sekundärwald auf, allerdings nur selten in Höhenlagen über 500 Metern. Oft wird Heritiera utilis entlang von Wasserläufen und in Sümpfen gefunden und sie ist sehr trockenheitsempfindlich. Die besten Stammdimensionen kommen auf gut drainierten Standorten vor. Heritiera utilis benötigt eine Jahresniederschlagsmenge von 1500 bis 2500 mm. Lehmige bis sandige Böden scheinen bevorzugt zu sein. Heritiera utilis ist in ihrer Häufigkeit tendenziell ungleichmäßig, lokal ist sie sehr häufig, sonst tritt sie nur vereinzelt auf. Heritiera utilis erreicht die mittleren und oberen Stockwerke des Waldes, ist aber kein weit über das Kronendach hinaus ragender Baum.
In Liberia besteht eine mittlere Dichte von zwei Exemplaren über 40 Zentimetern im Stammdurchmesser und 0,5 Exemplare mit über 60 Zentimetern Stammdurchmesser je Hektar. Ende der 1950er Jahre wurden Erhebungen in der Elfenbeinküste durchgeführt, die über einen Durchschnitt von fünf verwertbaren Bäume pro Hektar berichten; seitdem wurden die Bestände allerdings übernutzt.

## Gefährdung
In der Roten Liste gefährdeter Arten der IUCN wurde 2018 Heritiera utilis als „least concern“ = „nicht gefährdet“ eingestuft.

## Taxonomie
Die Erstbeschreibung erfolgte 1908 unter dem Namen (Basionym) Triplochiton utile durch Thomas Archibald Sprague in Bulletin of Miscellaneous Information Kew, S. 257. Die Neukombination zu Heritiera utilis (Sprague) Sprague wurde 1909 auch durch Sprague in Bulletin of Miscellaneous Information Kew, S. 348 veröffentlicht, nachdem er auch Herbarmaterial mit weiblichen Blüten erhalten hatte. Ein weiteres Synonym für Heritiera utilis (Sprague) Sprague ist Tarrietia utilis (Sprague) Sprague.

## Ernte
Nach dem Einschlag (meist in der Trockenperiode) werden die Stämme zügig entrindet, um einen Insektenbefall vorzubeugen. Teilweise werden Insektizide eingesetzt. Auch Fungizide werden eingesetzt um Verfärbungen und Holzschäden durch pilzlichen Abbau zu vermeiden. Die Stämme werden aus dem Bestand in Sägewerke transportiert und sortiert. Das Holz wird entweder vor Ort eingeschnitten, oder als Rundholz exportiert.

## Verwendung

### Holz

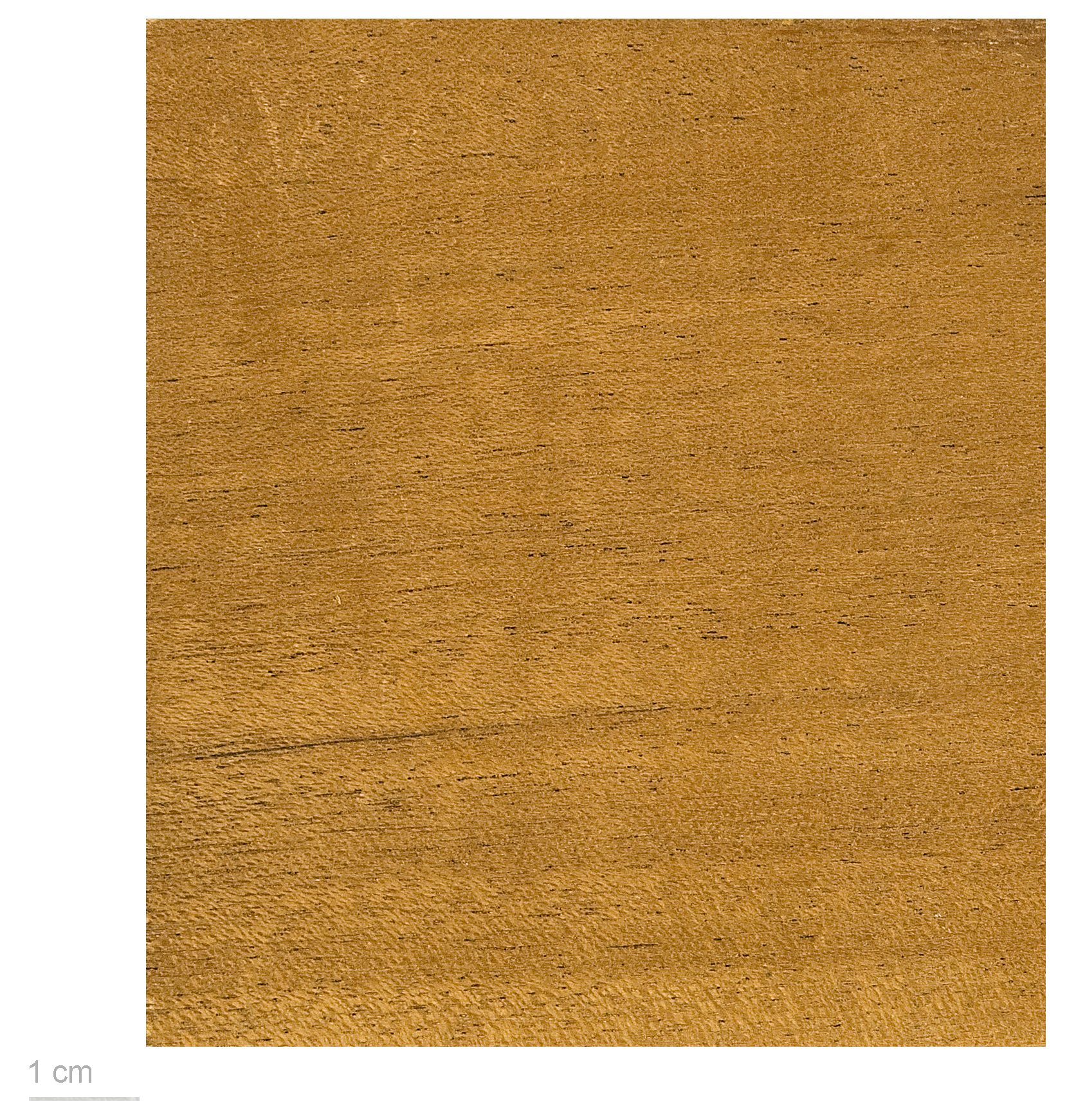
Holz von Heritiera utilis

Das Holz von Heritiera utilis wird als Niangon gehandelt und kann als Austauschholz für Entandrophragma und Khaya verwendet werden.
Es eignet sich dabei für: den Außen- und Innenausbau, Vertäfelungen, Fußböden, Formteile, Tischlerarbeiten, Möbel, Treppen im Innenausbau, den Schiffbau (Decksplanken) und kann als Furnier für Sperrholz verwendet werden. In Afrika erfreut es sich Beliebtheit für die Herstellung von Kanus, Rudern und Bohlen für den Hausbau. Es wurde auch für Dachschindeln verwendet.

### Weitere Verwendung
Die Borke von Heritiera utilis eignet sich zum Gerben von Leder. Dem Holz sollen darüber hinaus in der Elfenbeinküste Wirkungen gegen Durchfall nachgesagt werden. Weiterhin soll ein Aufguss aus der Rinde, äußerlich angewendet, gegen durch Lepra verursachte Hautkrankheiten wirken. Innerlich angewandt wird eine aphrodisierender Wirkung beschrieben.
Die Samen werden als essbar beschrieben. Aus den Samen wird ein Öl gewonnen. Das Pflanzenöl kann auch als Aphrodisiakum verwendet werden. Gemahlene Samen können gegen Abszesse helfen.